# میلوس
میلوس (به یونانی: Μήλος) جزیره‌ای آتشفشانی متعلق به یونان، در دریای اژه و شمال دریای کرت است. جزیرهٔ میلوس جنوب غربی‌ترین جزیره در گروه کیکلادس است و ۱۵۱ کیلومتر مربع وسعت دارد.
پیکرهٔ مشهور ونوس میلو در سال ۱۸۲۰ میلادی در این جزیره یافت شد که اکنون در موزه لوور نگهداری می‌شود.

## نگارخانه

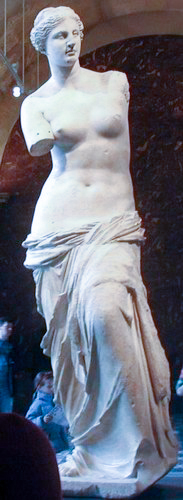
پیکره ونوس میلو در موزه لوور
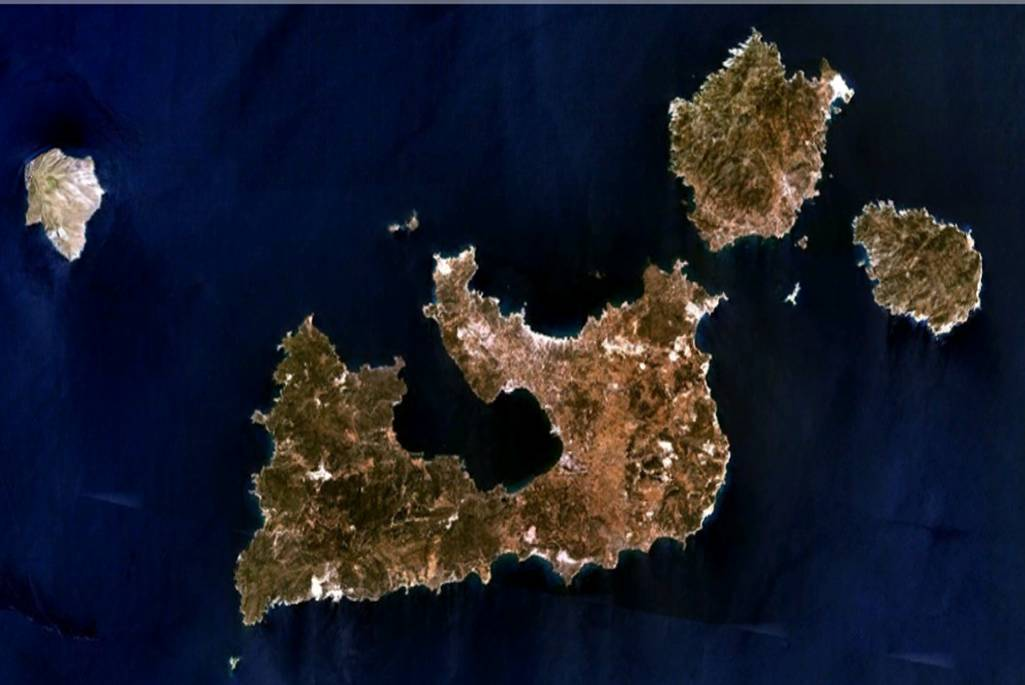
جزیره میلوس
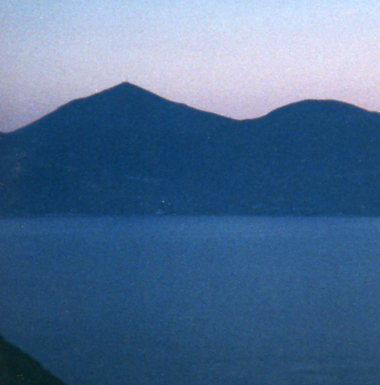
بلندترین نقطه میلوس با ارتفاع ۲٬۴۴۰ فوت
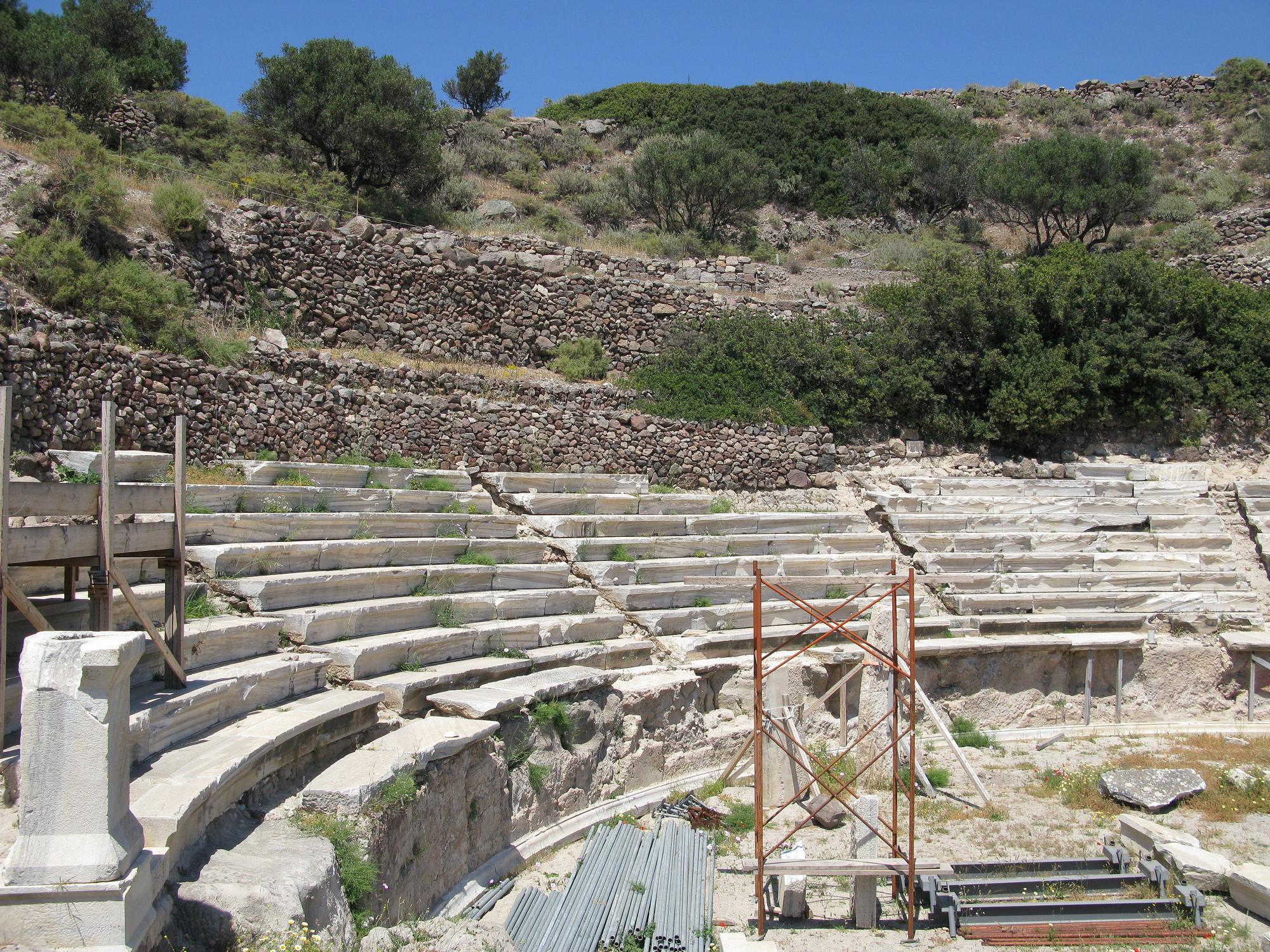
تئاتر باستانی میلوس